# Barra do Batatal
Barra do Batatal é um distrito do município brasileiro de Eldorado, no interior do Estado de São Paulo, mas que ainda não está cadastrado na Divisão Territorial Brasileira do IBGE por não possuir uma representação cartográfica encaminhada à instituição pelo poder público municipal.

## História

### Formação administrativa
- Distrito policial de Barra do Batatal criado em 30/12/1917, sendo extinto em 1945[4].
- Pelo Decreto nº 23.614 de 09/09/1954 é criada a 2ª subdelegacia do distrito de Itapeúna com sede em Barra do Batatal[5].
- Lei Ordinária nº 1.384 de 19/06/2019 - Dispõe sobre a criação do distrito de Barra do Batatal no município de Eldorado, desmembrado do distrito de Itapeúna[6].

## Geografia

### Demografia

#### População urbana
| Crescimento população urbana | Crescimento população urbana | Crescimento população urbana | Crescimento população urbana |
| Censo                        | Pop.                         |                              | %±                           |
| ---------------------------- | ---------------------------- | ---------------------------- | ---------------------------- |
| 1980                         | 180                          |                              | —                            |
| 1991                         | 288                          |                              | 60,0%                        |
| 2000                         | 388                          |                              | 34,7%                        |
| 2010                         | 377                          |                              | −2,8%                        |
| Fonte: IBGE e Fundação SEADE |                              |                              |                              |

Até o Censo 2010 (IBGE) Barra do Batatal era classificado pelo IBGE como aglomerado rural do distrito de Itapeúna.

### Rodovias
Barra do Batatal só possui acesso através de balsa, que faz a travessia do Rio Ribeira do Iguape, na estrada vicinal que liga a Rodovia Benedito Pascoal de França (SP-165) ao distrito.

### Hidrografia
- Rio Ribeira do Iguape
- Rio Pedro Cubas
- Rio Batatal

## Serviços públicos

### Saneamento
O serviço de abastecimento de água é feito pela Companhia de Saneamento Básico do Estado de São Paulo (SABESP).

### Energia
A responsável pelo abastecimento de energia elétrica é a Neoenergia Elektro, antiga CESP.

## Religião
O Cristianismo se faz presente no distrito da seguinte forma:

### Igreja Católica
- A igreja faz parte da Diocese de Registro[14].

### Igrejas Evangélicas
- Congregação Cristã no Brasil[15].